# Stachyris melanothorax
El timalí perlado (Stachyris melanothorax) es una especie de ave paseriforme de la familia Timaliidae endémica de Java y Bali. 

## Distribución y hábitat
El timalí perlado se encuentra únicamente en las islas de Java y Bali. Su hábitat natural son los bosques húmedos tropicales. Está amenazado por la pérdida de hábitat.